# CD-RW

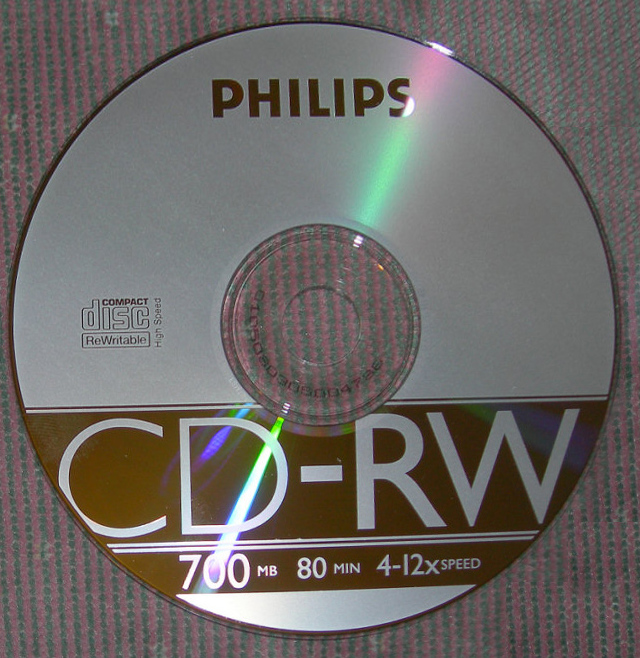
Um CD-RW.

O Compact Disc ReWritable (sigla CD-RW), em português: Disco Compacto Regravável, é um disco óptico regravável. Conhecido como CD-Erasable (CD-E) durante o desenvolvimento, o CD-RW foi introduzido em 1997, e foi precedido pelo nunca oficialmente lançado CD-MO em 1988.

## Funcionamento

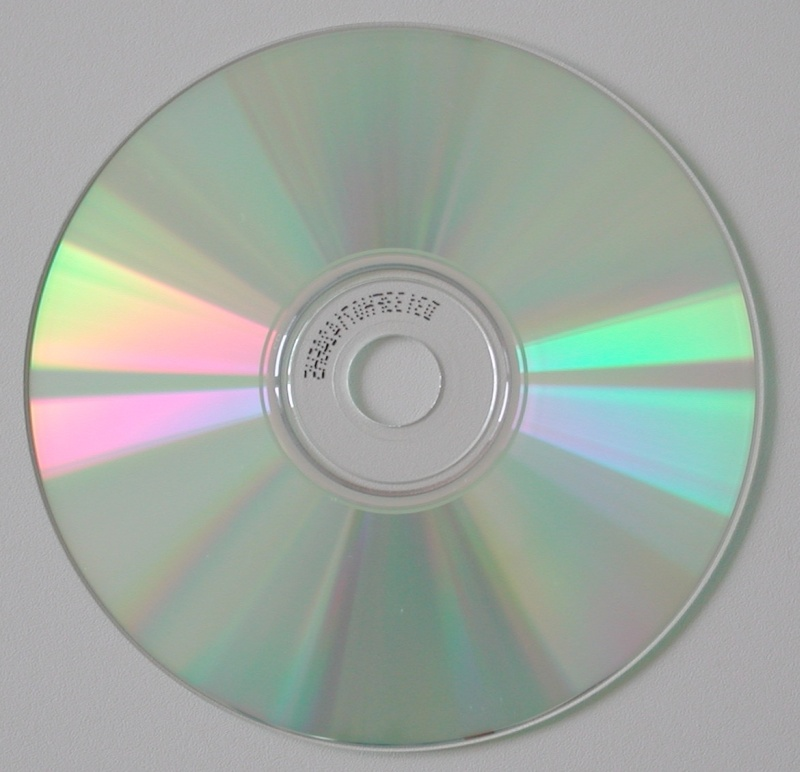
Parte traseira onde é feito leitura de dados do CD.

Enquanto um disco compacto pré-gravado tem sua informação escrita sobre sua superfície de policarbonato, um disco CD-RW possui uma liga composta por materiais que mudam de estado facilmente, mais freqüentemente o AgInSbTe, uma liga de prata, índio, antimônio, e telúrio. Um raio laser infravermelho é usado para, seletivamente, aquecer e derreter, a 400 graus Celsius, a camada de gravação cristalizada a um estado amórfico ou cristalizar a camada, voltando para as baixas temperaturas. A reflexão diferente das áreas resultantes dá o mesmo efeito do CD pré-gravado.
Discos CD-RW são comumente produzidos com a capacidade dos discos CD-R, algo em torno de 650 e 700 MB; capacidades menores ou maiores são raras. Os gravadores de CD-RW geralmente lidam melhor com capacidades comuns. Na teoria, um CD-RW pode ser gravado e apagado aproximadamente 1000 vezes, embora na prática esse número seja muito menor. Quando usados com softwares de gravação tradicionais, CD-RWs agem muito como CD-Rs e estão sujeitos às mesmas restrições, isto é, podem ser estendidos, mas não seletivamente reescritos, e sessões de gravação devem ser fechadas para que possam ser lidos em drives e leitores de CD-ROM. Uma diferença importante entre a mídia R e RW é que a liga re-cristalizável da media RW vai descristalizando gradualmente com o passar do tempo. Por esse motivo, o CD-RW não é confiável para armazenamento de dados em longo prazo; porém, dentro das condições de armazenamento, um CD-RW tem uma expectativa de vida de 25 anos ou mais (que pode ser comparada com a vida do CD-R, que passa dos 30 anos).
Alternativamente, softwares com pacotes especial de gravação podem ser usados. Esse método usa um formato diferente e pode fazer a atualização seletiva do CD, o que custa uma significante perda de capacidade e compatibilidade, e parece menos popular que o Nero (enquanto o Nero possui esse pacote, ele não aparece na versão OEM).
CD-RW gravados não seguem os padrões do Red Book ou o Orange Book Part II para discos pré-gravados ou CDs graváveis. CD-RWs possuem uma refletividade consideravelmente menor que os CD-Rs e discos comerciais prensados, requerendo lasers ópticos mais sensíveis. Também, CD-RWs não podem ser lidos em alguns drives CD-ROM construídos antes de 1997. Este é o motivo para que drives CD-ROM a partir desse ano devem passar por uma certificação MultiRead para demonstrar compatibilidade. Discos CD-RW precisam ser apagados antes de serem reutilizados. Diferentes métodos podem ser usados, incluindo o full, onde toda a superfície é apagada, e o fast, onde apenas as áreas de meta-data são apagadas: PMA, TOC e pregap, incluindo uma pequena porcentagem do disco. Fast obviamente é mais rápido, e geralmente é suficiente para permitir a gravação do disco. Full remove traços de dados antigos, usado freqüentemente para a confidencialidade. Dados de discos apagados com o método rápido podem ser recuperados por meio de alguns softwares como a versão do Linux do PhotoRec. Dados de discos totalmente apagados podem ser recuperados com equipamentos especiais, mas isto não é geralmente usado, exceto por agência do governo, devido ao custo.

## Aplicações e limitações

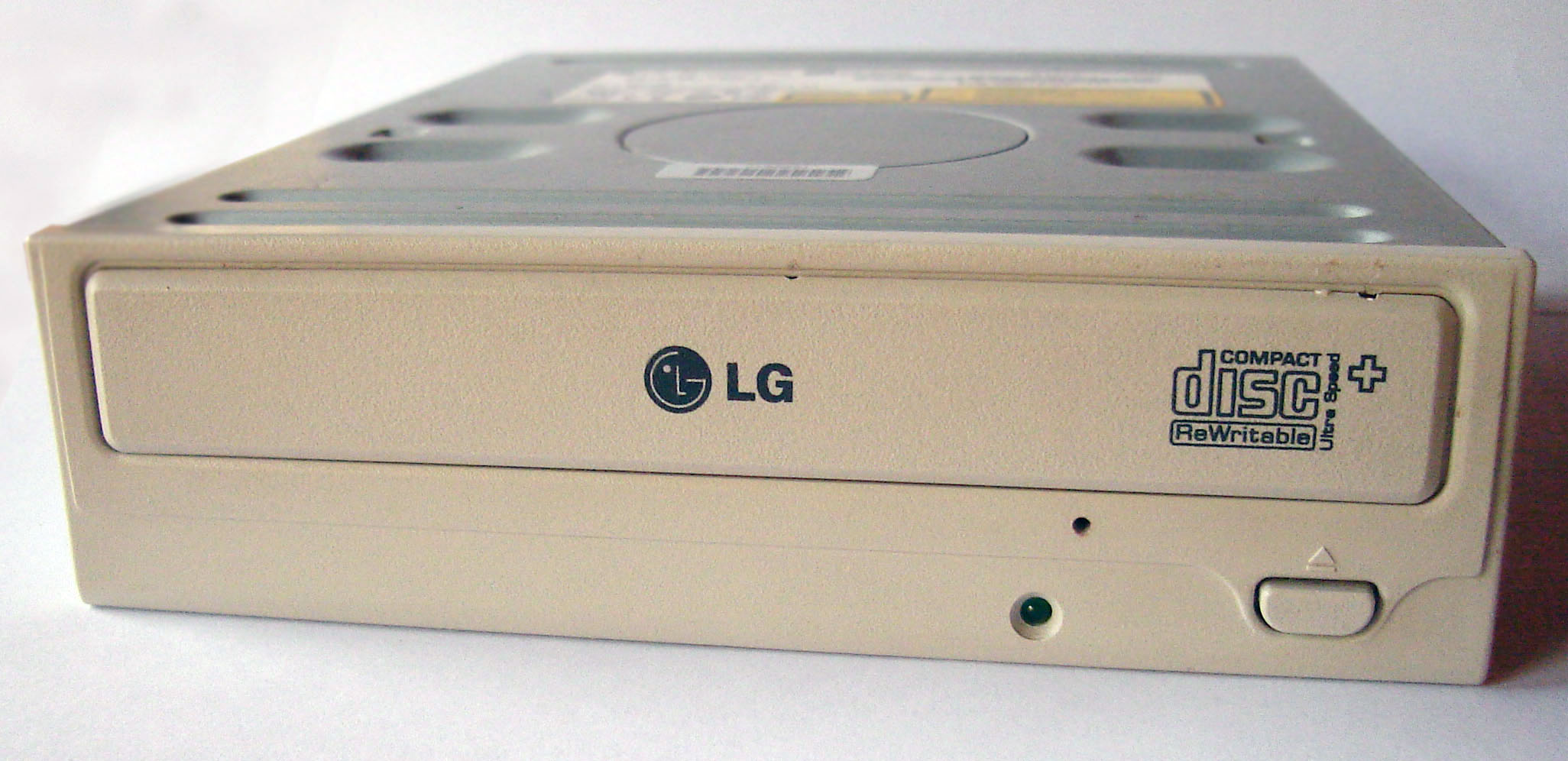
Gravadora de CD.

O CD-RW nunca ganhou a popularidade difundida pelo CD-R, em parte pelo alto preço unitário, as baixas velocidades de gravação e leitura, e compatibilidade com unidades de leitura de CD, bem como pelos diversos formatos de especificação de velocidade.
Também, comparado com outros formatos de media regravável como os Zip drives, Jaz drives, magneto-óptico e media baseada em memórias flash, o CD-RW usa o formato padrão de arquivos de sistemas e estratégias de armazenamento do CD-ROM e CD-R, que é inerentemente impraticável para a repetida adição e remoção de arquivos em baixa escala, assim o uso do CD-RW como um disco removível é verdadeiramente impraticável.
CD-RW também tem um pequeno ciclo de vida de regravações (na teoria, 1000) comparado com virtualmente todos os outros tipos de armazenamento de dados anteriores (tipicamente bem acima de 10000 ou até 100000), o que não chega a ser uma desvantagem, pois os CD-RWs são usualmente escritos e apagados em sua totalidade, e não com repetidas mudanças de baixa escala; portanto este não é um ponto que gera muita discussão.
O seu campo de uso ideal é na criação de discos de teste e backups temporários e de pequena monta.

## CD-MO
Antes da introdução da tecnologia do CD-RW, um padrão para CDs regraváveis magnético-óptico chamado CD-MO foi introduzido em 1988 e estabelecida no Orange Book Part I, e foi basicamente um CD com uma camada de gravação magnético-óptica. O padrão CD-MO também permitiu uma zona opcional não-apagável no disco, que poderia ser lida por unidades de CD-ROM normais.
A gravação (e apagamento) dos dados era alcançada pelo aquecimento do material da camada magnético-óptica (por exemplo, DyFeCo ou, menos freqüentemente, TbFeCo ou GdFeCo), deste modo apagando todos os dados antigos e então usando um campo magnético para gravar os novos dados, até certo ponto essencialmente idêntico ao MiniDisc da Sony e outros formatos magnético-óptico. A leitura do disco é baseada no efeito Kerr. Esta também era a primeira falha importante desse formato: ele somente pode ser lido em drives especiais e são fisicamente incompatíveis com drives não habilitados ao magnético-óptico, é um modo muito mais radical que o CD-RW.
O formato nunca foi lançado comercialmente, principalmente por causa da incompatibilidade inerente com o padrão das unidades de leitura de CD. Uma situação similar se apresentou nas primeiras medias CD-R, que sofreram dessas incompatibilidades físicas ou lógicas.

## Velocidades de gravação
Do mesmo modo que o CD-R, o CD-RW também possui especificações próprias que limitam as velocidades de gravação dentro dos limites possíveis. Todavia ao contrário de seus antecessores também prevê uma velocidade mínima de gravação abaixo da qual os discos não podem ser gravados de maneira confiável. Estas características são resultado das constantes de aquecimento e resfriamento do material e a potência do raio laser.
Como o CD-RW precisa ser apagado anteriormente ou no momento da gravação o processo de escrita num CD-RW de alta velocidade utilizando baixa velocidade e pouca energia provoca o resfriamento prematuro da camada de gravação. De maneira similar utilizar muita energia no laser torna o material insensível aos dados, situação enfrentada pelos discos de menor velocidade de gravação em unidades de maior potência.
Por isso unidades de gravação de CD-RW mais antigas sem atualizações de firmware ou hardware apropriado não conseguem utilizar discos CD-RW mais novos enquanto as unidades novas são capazes de gravar CD-RW mais antigos desde que o firmware forneça esta funcionalidade e possa corrigir a velocidade e a potência.
A velocidade de leitura do CD-RW não depende das suas especificações mas sim da capacidade da própria unidade, como ocorre com os CD-R. Atualmente CD-R pode chegar até 2,5GB, dependendo da sua camada estrutural.